# میرزا فتحعلی آخوندزاده
میرزا فتحعلی آخوندزاده (زادهٔ ۱۲ ژوئیهٔ ۱۸۱۲ – درگذشتهٔ ۹ مارس ۱۸۷۸) (۲ رجب ۱۲۲۷– ۵ ربیع‌الاول ۱۲۹۵ ه‍.ق) نمایش‌نامه‌نویس و آزادی‌خواه ایرانی بود. او را بنیان‌گذار ادبیات نو در ایران، نخستین نمایشنامه‌نویس ایرانی، پیشرو فن نمایش‌نویسی اروپایی در آسیا و از پیشگامان جنبش ترقی‌خواهی و ملی‌گرایی ایرانی می‌دانند. او یکی از اولین و صریح‌ترین خداناباوران در جهان اسلام است. اندیشه‌های او بر اندیشمندان جنبش مشروطیت ایران از جمله میرزا آقاخان کرمانی، میرزا ملکم‌خان، عبدالرحیم طالبوف، میرزا آقا تبریزی و دیگران بسیار تأثیر گذاشت.

## زندگی
آخوندزاده در سال ۱۸۱۲ در خانواده‌ای نسبتا ثروتمند که از روحانیون مسلمان شیعه بودند،  به دنیا آمد. زادگاه او شهر نوخه (شکی کنونی) بود که پایتخت خانات شکی به‌شمار می‌رفت.   این خانات یک نوع واحد اداری بود که حاکمان موروثی یا انتصابی تابعِ حکومت ایران بر آن‌جا حکمرانی می‌کردند. طی جنگ روس و ایران در سال‌های ۱۸۰۴ تا ۱۸۱۳، خانات شکی به‌وسیله امپراتوری روسیه اشغال شد.

عبدالهادی حائری در صفحه ۲۶ کتاب تشیع و مشروطیت در ایران و نقش ایرانیان مقیم عراق می‌نویسند:

- او از یک خانواه ایرانی مقیم شکی، قفقاز بود و شرح زندگی خود را به شیوه کوتاه و پراکنده‌ای در موارد گوناگون در نوشته‌های خود داده‌است. بنا به گفته خودش، با مادر خویش به اردبیل رفت تا با عموی خود آخوند حاجی علی‌اصغر که نام خانوادگی آخوندزاده از نام او گرفته شده‌است زندگی کند. آخوندزاده که اجدادش ایرانی بودند خود در ۲۲ سالگی به تفلیس رفت. او ادامه می‌دهد که گرچه در ظاهر ترک بنظر می‌رسد ولی اصلاً ایرانی است. پدربزرگ او حاج احمد اهل رشت بود و بعدها به آذربایجان کوچید. آرزوی او این بوده‌است که ایرانیها متوجه این نکته باشند که او از فرزندان ایران و میهن او ایران و کیش او شیعه دوازده امامی است. حس افتخار آخوندزاده او را وادار می‌کرد که دربارهٔ هم میهن‌های ایرانی خود که با هم اهل یک میهن و دارای یک زبان بودند حمیت داشته باشند. او نخستین مسلمانی بود که نمایشنامه ای به زبان ترکی در سال ۱۸۴۹/۱۲۶۶ نوشت…

هنگامی که ۲۳ ساله بود به تفلیس رفت و مترجم بارون روزن فرماندار گرجستان شد و تا آخرعمر این سمت را داشت.
در تفلیس با تئاترهای گرجستان آشنا شد. در این تئاترها اغلب آثار گوگول، آستروسوفسکی و مولیر به صحنه می‌رفتند. از آنجا بود که دست به نگارش نمایشنامه زد.
از جمله آثار آخوندزاده که سبب شهرت وی در ادبیات نمایشی شد، کتاب «تمثیلات» است که حاوی شش نمایشنامه و یک داستان است.
آخوندزاده در سال ۱۲۵۶ ه‍.خ (۱۸۷۸ میلادی) در تفلیس در ۶۵ سالگی درگذشت؛ و آرامگاه او در تفلیس در باغی موسوم به بوتانی باخی (به زبان گرجی) یا همان باغ گیاه‌شناسی تفلیس که در ارتفاعات نزدیک به ناری قلعه قرار دارد واقع است. سنگ قبر او رو به ویرانی است و قابل خواندن نیست. اما تندیس او توسط دولت آذربایجان ساخته شده و بر فراز آرامگاه قرار دارد. عبدالهادی حائری در صفحه ۲۷ کتاب تشیع و مشروطیت در ایران و نقش ایرانیان مقیم عراق می‌نویسند:

- آخوندزاده خود مردم را مسئول ستمی می‌دانست که به آنان می‌شود. در این رابطه او می‌گوید که در گذشته پیامبران، فیلسوفان و شاعران از ستمکاران درخواست می‌کردند که دست از ستم بردارند ولی نواندیشان مانند ولتر روسو ،مونتسکیو و میرابو به‌دست آوردند که ستمکار دیگر نباید مورد درخواست قرار گیرد بلکه باید ستمکش را تشویق نمود که برخیزد و به ستم ستمگر پایان بخشد.

## فعالیت‌های ادبی

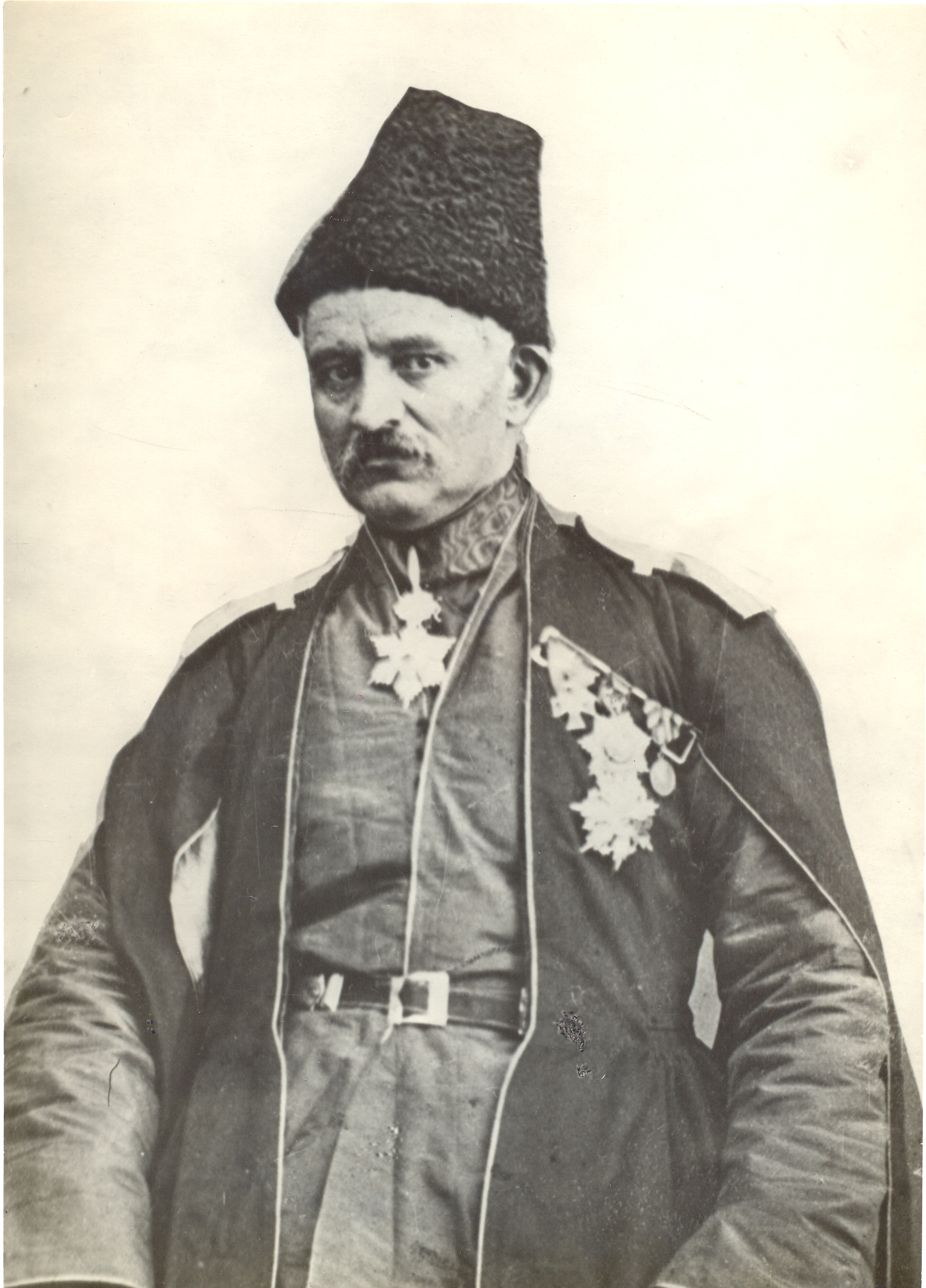

آخوندزاده در تفلیس با فن نمایش و نمایشنامه‌نویسی آشنا شد و خود به نوشتن نمایشنامه‌های اجتماعی و انتقادی پرداخت. آثار او اغلب به زبان ترکی آذربایجانی است که گاه به شعرهای فارسی مزین می‌شد. برخی از آثارش به روسی و فارسی ترجمه شدند. و پرمایه‌ترین اثر آن یعنی مکتوبات به زبان فارسی نگارش شده‌است
نمایش‌نامه تمثیلات او با مهارت به انتقاد از اخلاق و عادات مردم قفقاز و آذربایجان می‌پردازد. وی مرثیه شرق در رثای مرگ پوشکین را در سال ۱۸۳۷ میلادی سروده‌است.

### سبک و شیوه
او جزو نخستین کسانی است که به موضوع زن و مشکلات زنان ایرانی در آثارش می‌پردازد. در نمایشنامه‌هایش به مسئله آزادی و مشکلات زنان می‌پردازد اما راه حلی برای نجات آنان ارائه نمی‌کند. تمایل به روشنگری، هجو سنت و ستایش از جلوه‌های تجدد از مضامین اصلی نمایشنامه‌های او بود.
او در کتاب «ستارگان فریب‌خورده» از ماجرایی تاریخی در عصر صفویه برای ترسیم واقعیت‌های زمان خودش بهره برده‌است.
میرزا فتحعلی آخوندزاده از اولین ادیبان و نقادان اجتماعی به شیوه علمی بود. او در «رساله قرتیکا» یا «سروشیه» نقدی بر قصیده سروش اصفهانی نوشت و می‌توان گفت اساس نقد نظام‌مند در ایران را شروع نمود. برخلاف عادات ادبی آن زمان، وی مضمون و محتوا و تأثیرات اجتماع را در نقد خود جای داد.
شیوهٔ عمل آخوندزاده، بررسی اندیشه‌های دینی در ظرف تاریخی و محک آن‌ها به واسطه آزمون است که به اصلاح دینی منتهی می‌گردد. در این راه آخوندزاده تحت تأثیر ارنست رنان و باکل است. اصلاح دینی و تفکیک آن از باقی بنیان‌های جامعه از منظر آخوندزاده انتحار یا حذف دین نیست بلکه ارائه قرائتی جدید از دینی است که بتواند خود را با روح زمانه و تحولات آن منطبق کند.
آخوندزاده با آگاهی از اندیشهٔ سیاسی مدرنیته، تناقض سیاست غربی و شریعت سنتی را مشخص می‌کند و جدایی آن دو را عنصری مهم ارزیابی می‌کند و با هر گونه تلفیق میان سنت و مدرنیته به مقابله برمی‌خیزد. از همین روی است که مادیت فلسفهٔ نوین را در برابر انگاره‌های متافیزیکی گذشته قرار می‌دهد.
آخوندزاده در برابر سیطرهٔ فرهنگ دینی-عربی، درصدد طرح ایدهٔ ملیت‌خواهی و ناسیونالیسم به واسطهٔ بازگشت به دورهٔ طلایی ایران باستان است. این رویکرد تاریخی در راستای هویت بخشی به جامعه‌ای است که در مقابل پیشرفت‌های ملل دیگر احساس فقر و حقارت می‌کند.
اندیشه‌های آخوندزاده تا سال‌ها تأثیر قابل توجهی بر فرهنگ و سیاست ایران نمی‌گذارد و گاه از اساس مردود شمرده و نادیده گرفته می‌شوند.

### تغییر الفبا

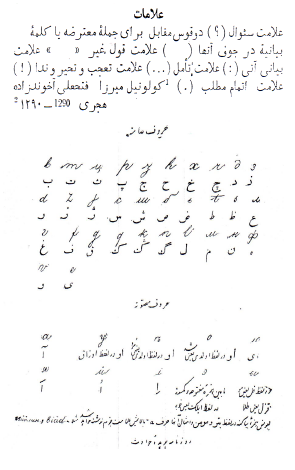
از خط‌های پیشنهادی آخوندزاده

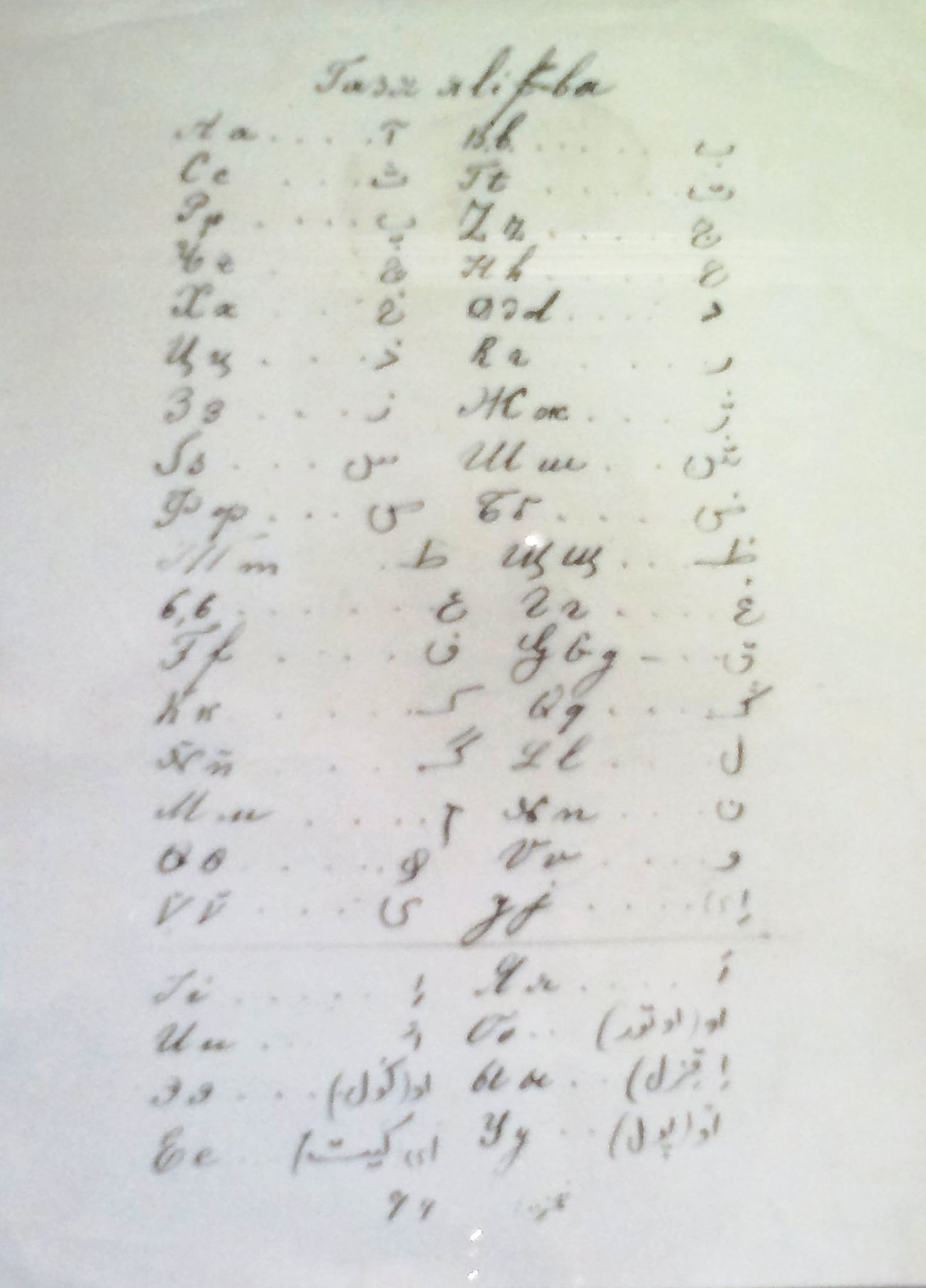
از خط‌های پیشنهادی آخوندزاده

آخوندزاده معتقد بود که مردمان زمانه‌اش مردگانی متحرک‌اند که باید آن‌ها را از خواب بیدار کرد و این مسئله نیاز به تغییر خط و فراگیری علم جدید دارد. او رساله‌ای را پیرامون تغییر خط منتشر کرد و از نظرش باید الفبای عربی عوض شود. وی خطی ساخت که بی نقطه بود و صداها در داخل حروف قرار داشت و در ضمن به هم پیوسته بود. بعداً به انتقاد ملکم‌خان گوش داد و دست از اتصال حروف برداشت و در مرحله نهایی الفبای روسی را مناسب برای ایران می‌دید.
گفته شده تغییر خط در ترکیه از نظرات آخوندزاده الهام گرفته بود.

### آموزش اجباری
وی معتقد به تعلیم اجباری عمومی بود و به وزارت علوم نوشت: دولت باید مثل فدریخ کبیر قدغن کند که هیچ‌کس چه در شهر چه روستا و ایالات و دهات نباید فرزند خود را از ۹ تا ۱۵ سالگی به کاری به جز خواندن و نوشتن مجبور کند. وی برای آموزش نیز معتقد به وجود یک معلم بود. وی موضوع باسواد کردن توده مردم را بارها تأکید کرد. وی می‌گوید حکومت باید مکتب‌خانه بسازد و نباید فقط مردم شهری، علوم بیاموزند. بلکه ده‌نشین‌ها و دهاتیان نیز باید علم‌آموزی شوند.

## اندیشهٔ سیاسی
وی مشروطه را با مفهوم غربی آن بررسی می‌کند، که با شرایط سیاسی، فرهنگی و اجتماعی جامعهٔ آن روز ایران هماهنگ نبود و از سوی نوگرایان مصلحت گرایی مانند میرزا ملکم‌خان به نقد کشیده شد که با مذهب ملت‌های قفقاز، عثمانی و ایران کار نداشته باشد و اندیشه‌هایش را در لفافه دین عرضه کند، اما وی توجهی به این مسئله نداشت و جنبه‌های ضداسلامی مشروطه غربی را به شیوهٔ بسیار آزاد و روشن بیان می‌کرد.
از مهم‌ترین اندیشه‌های سیاسی وی، مطالبی در مورد آزادی، ناسیونالیسم و قانون‌گذاری است. در بررسی آراء و اندیشه‌های سیاسی وی باید به این نکته توجه داشت که این مسائل را در زمانی بیان می‌کرد که دورهٔ نفرت‌زای تفتیش عقاید بود؛ و نکوهش‌های فتحعلی آخوندزاده نه فقط به ایران بلکه به تزاران روس نیز بوده‌است.

### ناسیونالیسم
وی اندیشه‌ساز ناسیونالیسم جدید طبق اصول مشروطیت و حکومت قانون و سیاست عقلی عرفی و تفکیک مطلق سیاست از شریعت است. از این جهت پیشرو همه متفکران ایران و مصر و عثمانی است.
آخوندزاده علاقهٔ زیادی به ایران باستان داشت. در نمایشنامه‌های خود نیز ناسیونالیسم را دنبال می‌کند. به عقیدهٔ وی باید تخم ملت‌دوستی و وطن‌پرستی را در دل‌ها کاشت و تعصب وطن به جای تعصب‌های دینی بنشیند.
آخوندزاده رساله مکتوبات کمال‌الدوله را در ۱۲۸۰ (۱۹۰۱ میلادی) نوشت. جوهر این رساله انتقاد بر سیاست و دیانت یعنی مهم‌ترین بنیادهای اجتماعی است و انگیزه وی به گفته خودش «پرورش هشیاری تاریخی است نسبت به گذشته و ایجاد تفکر ملی و اصلاح و ترقی جامعه است در حال و آینده تا استبداد سیاسی تغییر پذیرد و مشروطیت حکومت و حکومت قانون جایگزین آن گردد. ظلمت و تاریکی برافتد اصلاح دین از راه پروتستانتیسم اسلامی تحقق پذیرد. سیاست و دین از یکدیگر به کلی تفکیک گردند و دین تصرفی در امور دنیایی نداشته باشد؛ و بالأخره پرده اوهام را از میان برداریم و به روشنای خرد گام نهیم».
مدار فکری او حراست وطن از تسلط بیگانه و رهایی از اسیری و فقدان آزادی و استقلال است. مفهوم ناسیونالیسم را به عنوان آیین جدید غربی‌ها در نظر می‌گیرد و معتقد است که به مرور زمان اعتقادهای دینی از میان خواهند رفت.

### قانون و قانون‌گذاری
از دیدگاه او صلاح مملکت در آن زمانه در آن بود که دادگاه‌های شرعی برداشته شود و امر مرافعه و قضاوت از علمای روحانی گرفته و به عهدهٔ وزارت عدلیه گذاشته بشود؛ و تنها امور دینی یعنی وعظ و پیش‌نمازی و ازدواج و طلاق و دفن اموات و امثال آن در دست علمای روحانی باقی بماند؛ و معتقد بود این‌گونه است که منفعت عموم مردم تضمین می‌شود و این مسئله قدمی است که ایران را به قانون یا سیویلیزه شدن سوق می‌دهد.
در دیدگاه او واضع قانون ملت است و ملت است که کنستیتوسیون یعنی قانون اساسی می‌نویسد و بساط حکومت مطلقه و سلطنت ظالم را برمی‌چیند؛ و بر اساس همان قانون دولت یا حکومت قانونی را به وجود می‌آورد؛ و معتقد است که چنین حکومتی هم از ملت جدا نیست و از طبقات مختلف مردم نمایندگانی دارد و حافظ منافع مختلف مردم و استقلال کشور است؛ و مفهوم دولت-ملت را راحت‌تر بیان می‌کند که چاره کار در ایجاد و برپایی دولتی ملی و حکومت ملی می‌بیند؛ و همین خواست آخوندزاده در سال‌های بعد به صورت شعر در شعر مشروطه انعکاس می‌یابد.
آخوندزاده حکومت آن دورهٔ ایران یعنی قاجاریه را از ظلم‌گستران اصلی ایران می‌دانست و از آن‌ها عصبانی بود و می‌گوید:
«شهریاران قاجار نمی‌دانند که سراسر سرزمین ذره‌ای عدالت نیست و همه‌اش به خاطر نبود قانون است؛ و یک کتاب قانون در دست نیست و هر کس هر چیزی به عقلش می‌رسد انجام می‌دهد و هرچه می‌خواهد می‌کند».

### آزادی
از نظر میرزا فتحعلی آخوندزاده هر انسانی که پای به دنیا می‌گذارد، باید از نعمت آزادی کامل بهره‌مند بشود. وی آزادی کامل را متشکل از دو نوع آزادی می‌داند: یکی آزادی روحانی و دیگری آزادی جسمانی. وی معتقد است که آزادی روحانی را دین از مردم گرفته‌است. پس در این نوع آزادی از نعمت آزادی کامل محرومیم. در ارتباط با حریت جسمانی نیز وی معتقد است که فرمانروایان دیسپوتی یا ظالم آن را از ما گرفته‌اند و در این دنیا ما را محکوم به قبول امور خود کرده‌اند؛ و در این مورد هم معتقد است که از نعمت آزادی بی‌بهره‌ایم. وی جمع این دو آزادی روحانی و جسمانی را آزادی کامل می‌داند و می‌گوید در کتاب‌های قانون فرنگیان این موارد به‌طور کلی توضیح داده شده‌اند؛ و معتقد است که مردم آسیا از آزادی کامل بی‌بهره و آن را گم کرده‌اند و از لذت مساوات و نعمت حقوق بشریت کاملاً محروم هستند و از فهم این محرومیت خود نیز عاجز هستند.
وی از جمله حقوق آزادی را آزادی فکر و بیان می‌داند.

### آزادی زنان
در دوره‌ای از تاریخ ایران که اغلب نوگرایان و اندیشمندان ایران دربارهٔ وضعیت و شرایط زنان سکوت کرده بودند زیرا جامعه ایران را در آن روز در شرایطی نمی‌دیدند که توانایی طرح مسایل مرتبط با زنان را داشته باشد، آخوندزاده یکی از اولین نوگرایان ایرانی بود که بسیار جدید و اساسی در ارتباط با زنان شروع به نوشتن کرد و آزادی و مساوات را در نوشته‌های خود حقوق طبیعی آدمی می‌دانست.
اعتقاد به آزادی زن، الغای تعدد زوجات، ایجاد مساوات میان مرد و زن در همه حقوق اجتماعی، تعلیم و تربیت و آزادی حجاب زن از جمله افکار وی بوده‌اند و در این مورد نیز پیشرو نوگرایان دنیای اسلامی به‌شمار می‌رفت.
- حقوق اجتماعی زن: اندیشه‌های وی در مورد زنان در چندین مورد قابل بررسی است که یکی از مهم‌ترین آن‌ها دربارهٔ زنان و آزادی و برابری زن و مرد در همه حقوق اجتماعی است. آخوندزاده بخشی از اندیشه‌های خود در خصوص زنان را در قالب نمایشنامه‌ها و داستان‌های خود بیان کرده‌است و ضمن توجه به داستان و نمایشنامه‌نویسی به مسایل زنان و مشکلات آنان در جوامع اسلامی پرداخته‌است. در واقع نمایشنامه‌های او محل فعالیت زن مدرن، زنی که پایبند به ارزش های دینی نباشد. وی در نمایشنامه کمدی وزیر خان لنکران با مضمونی سیاسی و اجتماعی تلاش می‌کند که استبداد حاکمان شرقی و وزرای نادان آن‌ها را نشان دهد. جنبه مهم این داستان توجه آخوند زاده به جایگاه و مقام زن در اندیشه غربی است که قهرمان این داستان است. وی در نمایش خرس دزدافکن نیز به زندگی اجتماعی روستایی زمان خود می‌پردازد؛ و جنبه عشقی این نوشته بسیار در شناختن استقلال حقوق زنان به ما کمک می‌کند. در نمایشنامه مرد خسیس که به حاجی قره هم شهرت دارد، به مقام و جایگاه زنان و ایستادگی و پایداری آن‌ها توجه می‌کند. در نمایشنامه وکلای مرافعه نیز عنصر زن مقام قدرتمندی دارد و به دنبال خواست آزادی خود است. آخوندزاده در نمایشنامه موسی ژوردان قهرمانان خود را از میان زنان انتخاب می‌کند؛ و بر این تفکر راجع به برتری مرد بر زن خط بطلان می‌کشد. در واقع تفکر رایج آن بود که مردان عقلانیت دارند در حالی که زنان به سحر و جادو می‌پردازند و وی در این نمایشنامه می‌گوید مردان نیز معتقد به سحر و جادو هستند و در نهایت زنان داستان او موفق می‌شوند نظرات خود را به مردان بقبولانند؛ بنابراین نمایشنامه‌های وی آیینهٔ اجتماع و محلی برای طرح اندیشه‌های وی در رابطه با آزادی زنان است.
- آزادی حجاب: جنجالی ترین اندیشه آخوندزاده و نگرش او دربارهٔ زن در مکتوبات کمال الدوله است. وی در ملحقات کمال الدوله از زن و جایگاه وی و حقوق او در اجتماع صحبت می‌کند و از آن دفاع کرده و نشان می‌دهد که به نظر او در جوامع اسلامی حقوق زن نادیده گرفته شده و از میان رفته‌است.
- الغای تعدد زوجات: وی مخالف قانون تعدد زوجات است و می‌گوید باید ملغی شود. از نظر او قانون تعدد زوجات از رسوم زشت و ناپسندی است که ارتباط میان زن و شوهر را در جامعه اسلامی به صورت مالک و مملوک درمی‌آورد که نیز خلاف عدالت و مساوات است.[۱۹]

## یادبود

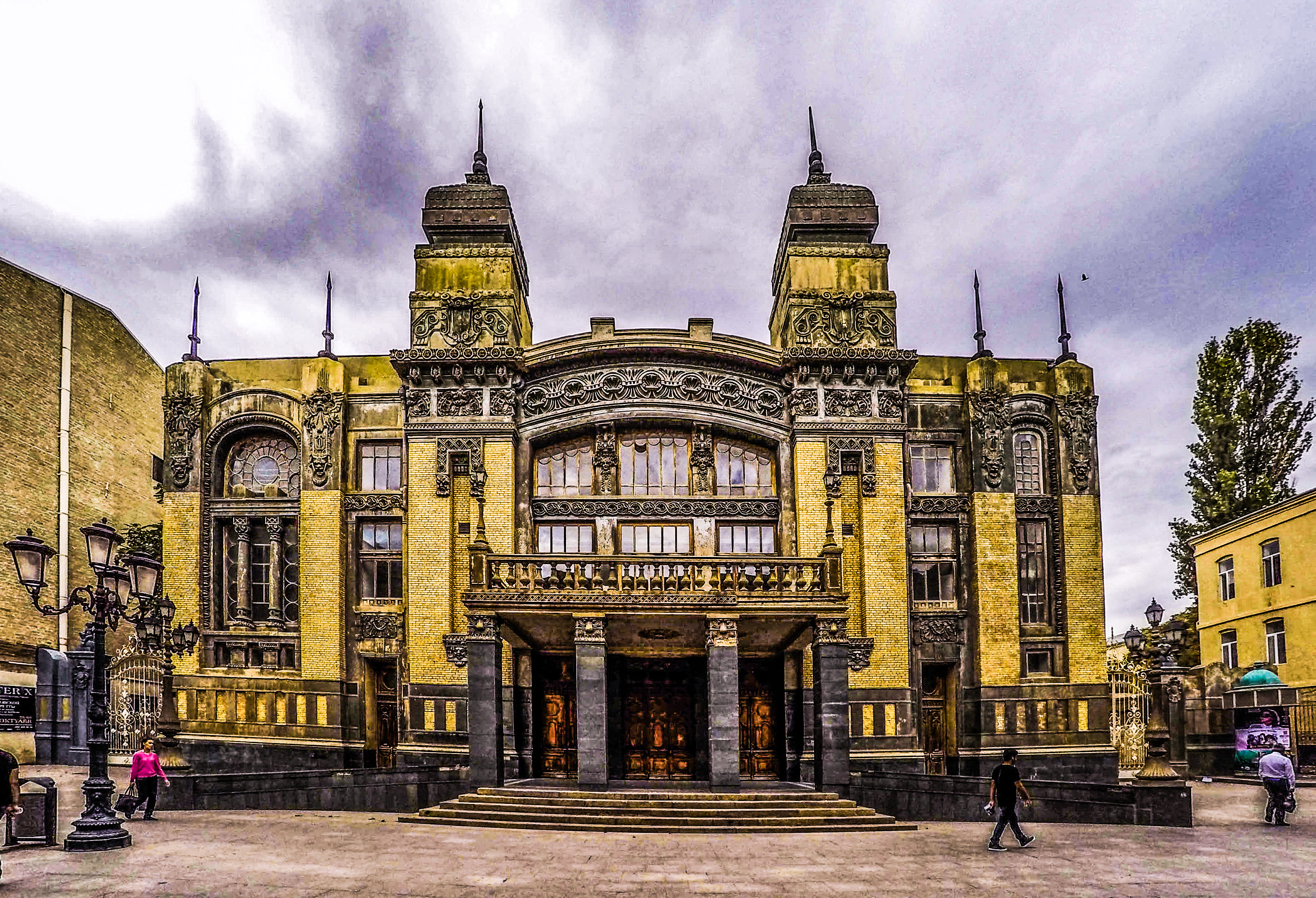
مرکز اپرا و باله ملی آذربایجان بنام آخوندوف نامیده شده‌است

آخوندزاده علاوه بر نقشش در ادبیات آذربایجان و ناسیونالیسم ایرانی، به خاطر انتقادات تندش از ادیان (عمدتاً اسلام) نیز شهرت داشت و نام او به عنوان نمادین‌ترین ملحد آذربایجان باقی ماند.
کتابخانه ملی آذربایجان و تئاتر آکادمیک دولتی اپرا و باله آذربایجان و همچنین چند خیابان، پارک و کتابخانه نیز به نام آخوندزاده در آذربایجان نامگذاری شده‌اند.
یک موزه فرهنگی در تفلیس گرجستان که بر روابط فرهنگی گرجستان و آذربایجان تمرکز دارد نیز به نام او نامگذاری شده‌است.
پونیک، شهرکی در ارمنستان تا همین اواخر بنام آخوندزاده بود.
سازمان بین‌المللی فرهنگ ترکی سال ۲۰۲۱ را به عنوان سال میرزا فتحعلی آخوندزاده اعلام کرد.